# 卡伦·史密斯 (1979年)
卡伦·史密斯（英語：Karen Smith，1979年1月30日—），澳大利亚女子曲棍球运动员。她曾代表澳大利亚参加2002年和2006年英联邦运动会曲棍球比赛，获得一枚金牌和一枚铜牌。她也曾参加2004年夏季奥运会。